# Miss Grand International 2019
Miss Grand International 2019 è stata la settima edizione del concorso Miss Grand International. L'evento si è tenuto il 25 ottobre a Poliedro de Caracas situato nella città di Caracas capitale della Venezuela essendo la prima volta che il concorso si tiene in America Latina. I candidati provenienti da 60 paesi e territori autonomi hanno gareggiato per il titolo. Clara Sosa, Miss Grand International uscente, proveniente dal Paraguay, ha incoronato la nuova Miss Grand International, Valentina Figuera, proveniente dal Venezuela.

## Risultati
| Risultato finale              | Risultato finale |
| Classifica                    | Concorrente |
| ----------------------------- | --- |
| Miss Grand Internacional 2019 | - Venezuela – Valentina Figuera |
| 2ª classificata               | - Messico – Maria Malo |
| 3ª classificata               | - Thailandia – Arayha Suparurk |
| 4ª classificata               | - Panama – Carmen Drayton |
| 5ª classificata               | - Brasile – Marjorie Marcelle |
| Top 10                        | - Australia – Taylor Marlene - Ecuador – Mara Topic - Perù – Camila Escribens - Porto Rico – Hazel Ortíz - Vietnam – Nguyễn Hà Kiều Loan § |
| Top 20                        | - Cile – Francisca Lavandero - Colombia – Génesis Quintero - Costa Rica – Brenda Castro - Giappone – Adeline Minatoya - Guatemala – Dannia Guevara - Irlanda – Sudawan Khumdee - Paraguay – Milena Rodríguez - Rep. Ceca – Mary Boichenko - Rep. Dominicana – Stéphanie Bustamante - Spagna – Ainara de Santamaría - Sudafrica – Belindé Schreuder |

- Nota: § Qualificata direttamente nella Top 10 dei semi-finalisti vincendo il premio Miss Popolarità. .

### Ordine di classificazione
| Top 20          | Top 10     | Top 5      |
| --------------- | ---------- | ---------- |
| Australia       | Vietnam§   | Messico    |
| Panama          | Venezuela  | Panama     |
| Sudafrica       | Australia  | Venezuela  |
| Guatemala       | Panama     | Thailandia |
| Spagna          | Thailandia | Brasile    |
| Rep. Ceca       | Porto Rico |            |
| Costa Rica      | Ecuador    |            |
| Giappone        | Brasile    |            |
| Paraguay        | Messico    |            |
| Colombia        | Perù       |            |
| Cile            |            |            |
| Rep. Dominicana |            |            |
| Porto Rico      |            |            |
| Venezuela       |            |            |
| Ecuador         |            |            |
| Brasile         |            |            |
| Thailandia      |            |            |
| Messico         |            |            |
| Perù            |            |            |
| Irlanda         |            |            |

## Concorrenti
60 paesi hanno gareggiato per il titolo di Miss Grand International:
(La tabella usa il suo nome completo, i nickname sono tra virgolette e i cognomi usati come nomi artistici, tra parentesi; al di fuori di esso vengono utilizzati i nomi "artistici" o semplificati).
| Nazione/Territorio | Concorrente                                 | Età | Città               |
| ------------------ | ------------------------------------------- | --- | ------------------- |
| Albania            | Xhensila Shaba                              | 23  |                     |
| Armenia            | Liana «Lily» Sargsyan                       | 20  | Erevan              |
| Australia          | Taylor Marlene Curry                        | 23  | Sydney              |
| Baschiria          | Galina Alekseevna Lukina                    | 27  | Ufa                 |
| Bielorussia        | Karina Kiseleva                             | 22  | Minsk               |
| Birmania           | Hmwe Thet Lwin                              | 25  | Myeik               |
| Bolivia            | Natalia Carolina Paz Rojas                  | 19  | Cochabamba          |
| Brasile            | Marjorie Marcelle Corrêa Angelotti          | 23  | San Paolo           |
| Bulgaria           | Victoria Zahidova Vaseva                    | 25  | Sofia               |
| Canada             | Brianna Plouffe                             | 20  | Cowansville         |
| Cile               | Francisca Lavandero Ceballos                | 19  | Los Ángeles         |
| Cina               | Deng Jiefang                                | 20  | Shanxi              |
| Colombia           | Génesis Andrea Quintero Pérez               | 26  | Arauca              |
| Costa Rica         | Brenda Giselle Castro Madrigal              | 26  | Limón               |
| Cuba               | Elaine González                             | 25  | L'Avana             |
| Curaçao            | Liane Bonofacia                             | 27  | Willemstad          |
| Ecuador            | Mara Stefica Topic Verduga                  | 23  | Los Angeles         |
| Egitto             | Esraa Abdelmoneim Abdelmohsen Albelasi      | 26  | Il Cairo            |
| El Salvador        | Olga Maria Flores Ortiz                     | 25  | San Salvador        |
| Estonia            | Elisse Randmma                              | 19  | Tallinn             |
| Filippine          | Samantha Ashley Lo                          | 26  | Cebu                |
| Francia            | Cassandra Pereira Desousa                   | 24  | Dreux               |
| Germania           | Lalaine Desiree Quintana Mahler             | 19  | Svevia              |
| Giappone           | Adeline Minatoya                            | 25  | Nagano              |
| Guadalupa          | Nahémy Ceriac                               | 22  | Les Abymes          |
| Guatemala          | Dannia Sucely Guevara Morfín                | 22  | Città del Guatemala |
| Haiti              | Josée Isabelle Riché                        | 26  | Port-au-Prince      |
| India              | Shivani Jadhav                              | 23  | Pune                |
| Indonesia          | Sarlin Delee Jones                          | 18  | Kupang              |
| Irlanda            | Mint Sudawan Kumdee                         | 26  | Dublino             |
| Italia             | Mirea Sorrentino                            | 21  | Pompei              |
| Lettonia           | Jekaterīna Aleksejeva                       | 24  | Riga                |
| Libano             | Stephanie Dash Karam Tovar                  | 26  | Città del Messico   |
| Macao              | Loi Chi «Yammie» Ian                        | 27  | Macao               |
| Malaysia           | Mel Dequanne Abar                           | 20  | Kota Kinabalu       |
| Mauritius          | Shanone Savatheama                          | 21  | Port Louis          |
| Messico            | María Fernanda Malo Juvera Raimond Kedilhac | 22  | Estado de México    |
| Nepal              | Nisha Pathak                                | 22  | Katmandu            |
| Nicaragua          | Vanessa de los Ángeles Huerta Baldizón      | 21  | León                |
| Nigeria            | Favour Oonye Ocheche                        | 20  | Oturkpo             |
| Paesi Bassi        | Margaretha Emma de Jong                     | 22  | Jistrum             |
| Paraguay           | Milena Rodríguez                            | 20  | Encarnación         |
| Panama             | Carmen Drayton                              | 23  | Colón               |
| Perù               | Camila Escribens                            | 21  | Fresno              |
| Polonia            | Patrycja Woźniak                            | 20  | Łódź                |
| Portogallo         | Laura Emilia Cunha Gameiro                  | 23  | Parigi              |
| Porto Rico         | Hazel Marie Ortíz Méndez                    | 22  | Morovis             |
| Rep. Ceca          | Maria Boichenko                             | 21  | Praga               |
| Rep. Dominicana    | Stéphanie Liz Bustamante Rodríguez          | 27  | Paterson            |
| Riunione           | Laëtitia Hoareau-Boyer                      | 25  | Terre Sainte        |
| Romania            | Ramona Vatamanu                             | 27  | Bucarest            |
| Russia             | Kamilla Uralovna Chusajnova                 | 21  | Kazan'              |
| Stati Uniti        | Emily Irene Delgado                         | 24  | Las Vegas           |
| Sudafrica          | Belinde Bella Schreuder                     | 23  | Centurion           |
| Svezia             | Clara Linnea Wahlqvist                      | 20  | Tormestorp          |
| Thailandia         | Arayha Suparurk                             | 24  | Nakhon Phanom       |
| Ucraina            | Victoriia Mironova                          | 23  | Odessa              |
| Venezuela          | Lourdes Valentina Figuera Morales           | 19  | Puerto La Cruz      |
| Vietnam            | Nguyễn Hà Kiều Loan                         | 19  | Quảng Nam           |

## Circa i paesi in Miss Grand International 2019

### Nazioni debuttanti
- Armenia, Baschiria, Irlanda, Riunione parteciperà per la prima volta al concorso.

### Nazioni che tornano alla competizione
- L'Italia che ha partecipato per l'ultima volta nel 2016.
- Nigeria che ha partecipato per l'ultima volta nel 2017.